# Poisson : élevage en eaux troubles
Pour plus de détails, voir Fiche technique et Distribution.
Poisson : élevage en eaux troubles est un film documentaire réalisé en 2013 par les journalistes  français Nicolas Daniel et Louis de Barbeyrac.
Produit par Upside Télévision, le documentaire décrit une enquête menée en Norvège, en Suède, au Danemark, en France ainsi qu'au Vietnam sur l'industrie du poisson d'élevage, une industrie planétaire en plein essor qui soulève beaucoup de questions, à cause de la présence croissante dans le poisson de pesticides, de mercure, de métaux lourds, de PCB, de dioxines, de polyphosphates, d'antibiotiques, d'éthoxyquine....
Il a été diffusé en télévision le jeudi 7 novembre 2013 dans le magazine Envoyé spécial présenté par Guilaine Chenu sur la chaîne France 2,,.

## Le panga d'élevage vietnamien
La première partie du documentaire est consacrée au panga ou pangasius, un genre de poissons-chats dont 95 % de la production mondiale (soit 1,5 milliard de filets de panga par an) vient du sud du Vietnam.
Dans la ville de Cần Thơ, dans le delta du Mékong, on lui a même élevé une statue, non loin de celle du leader communiste Hô Chi Minh.

### Croquettes
Dans cette région du Vietnam, le panga est élevé de façon industrielle dans de grands étangs ou dans des canaux, où il est nourri au moyen de croquettes qui font grandir les poissons deux fois plus vite que des aliments naturels.

### Polyphosphates
Après avoir été découpés en filets en usine, les poissons passent dans un bain de polyphosphate, un additif qui facilite la congélation mais permet surtout aux filets de se gorger d'eau afin d'augmenter artificiellement leur poids. Finalement, le panga n'a plus ni goût ni odeur ce qui est un avantage à l'exportation pour le « roi du panga » Mr Minh car « il prend le goût de toutes les épices et, du coup, il convient pour les cuisines du monde entier. C'est ça le secret du panga. ».

### Polluants chimiques
Les pangas de Mr Minh sont sains, car produits dans des étangs isolés du fleuve Mékong, mais ceux qui proviennent des nombreux élevages localisés dans les milliers de canaux affluents du fleuve sont contaminés par des polluants chimiques à cause de la forte pollution des eaux du Mékong, due entre autres à plusieurs millions de Vietnamiens qui y déversent leurs déchets ainsi qu'aux pesticides utilisés massivement sur les cultures de riz, dont la région est le premier exportateur mondial.
Ceci a amené en 2009 le WWF à inscrire le panga sur sa liste rouge de produits dangereux pour le consommateur.

### Maladies, antibiotiques et pesticides
Les maladies se propagent dans les élevages vietnamiens à cause de la concentration record des pangas.
Ces maladies amènent les éleveurs à administrer de nombreux antibiotiques aux poissons, mais l'apparition de bactéries résistantes oblige les producteurs à augmenter les doses, ce qui représente un cercle vicieux auquel plus aucun éleveur ne peut échapper car les résidus d'antibiotiques se retrouvent dans les canaux et donc dans d'autres piscicultures, comme l'explique Patrick Kestemont, chercheur à l'Université de Namur en Belgique.
Patrick Kestemont découvre également des pesticides dans les hangars des éleveurs vietnamiens.

## Le saumon d'élevage norvégien
La seconde partie du documentaire est consacrée au saumon d'élevage produit dans de gigantesques fermes aquacoles dans les fjords de Norvège, un pays où l'élevage de poisson pèse quatre milliards d'euros par an et représente la deuxième ressource économique de la Norvège après le pétrole.

### Poux de mer et diflubenzuron
Kurt Oddekalv, un militant de l'association « Green Warriors of Norway », révèle que les exploitants de ces fermes industrielles utilisent un pesticide connu pour ses effets neurotoxiques, dont ils doivent eux-mêmes se protéger au moyen de combinaisons et de masques à gaz :
« Dans les saumons, on trouve du diflubenzuron et toutes sortes de produits chimiques. C’est dégoûtant, ces trucs. Il n'y a rien à manger là-dedans pour un être humain. Vous savez le saumon norvégien, c’est la nourriture la plus toxique du monde ».
Le diflubenzuron est un pesticide utilisé pour tuer les poux de mer qui parasitent les saumons, et qui peut générer des substances cancérigènes,,.

### Polluants organiques persistants
Jérôme Ruzzin, un chercheur français qui travaille comme toxicologue à l'université de Bergen en Norvège a mesuré la concentration de divers pesticides (endosulfan, dieldrine, DDT, DDE, PCB...) dans différents produits alimentaires (hamburger, lait, œufs, pommes, pommes de terre, morue et saumon d'élevage). Il a trouvé des concentrations beaucoup plus élevées en ces polluants dans le saumon d'élevage que dans les autres aliments et avoue ne plus consommer de poisson d'élevage depuis qu'il a fait ces études. 
Il a également testé les effets du saumon d'élevage sur des rats de laboratoire : manger du saumon d'élevage les a rendus obèses et diabétiques.
Selon lui, ces polluants proviennent en grande partie des croquettes de farine de poisson utilisées pour nourrir le saumon d'élevage. Ces croquettes sont fabriquées (entre autres au Danemark et en Suède) à partir de poissons gras de la mer Baltique comme des anguilles des sables. Or les poissons de la Baltique sont toxiques car cette mer est une des mers les plus polluées du monde, vu qu'elle forme une mer presque fermée entourée de 9 pays très industrialisés qui y déversent leurs résidus chimiques (Allemagne, Danemark, Suède, Finlande, Russie, Pologne, Estonie, Lituanie et Lettonie). 
Le gouvernement suédois a d'ailleurs lancé des alertes sanitaires sur les poissons de la Baltique, et notamment les poissons gras comme le saumon ou le hareng, qui contiennent de fortes concentrations de « polluants organiques persistants », des polluants qui s'accumulent dans l'organisme et ne s'éliminent jamais, comme la dioxine, les pesticides ou les PCB.

### Éthoxyquine
Le documentaire révèle ensuite que les fabricants de croquettes de farine de poisson y ajoutent de l'éthoxyquine, une substance utilisée comme conservateur alimentaire et comme pesticide.
Ce produit, développé par Monsanto dans les années 1950, est normalement utilisé pour pulvériser des fruits et légumes.
Patrick Edder et Didier Ortelli, du Laboratoire de la répression des fraudes à Genève en Suisse, ont trouvé dans les poissons d'élevage en 2012 des concentrations très élevées en éthoxyquine, 10 à 20 fois supérieures à celles que l'on trouve dans les aliments. 
Ces chercheurs soulignent deux anomalies : d'un côté, il n'y a pas de norme pour le taux d'éthoxyquine dans le poisson (alors que ce taux est très encadré pour la viande, les fruits et les légumes) et, de l'autre, les effets de cette substance sur la santé humaine n'ont jamais été évalués par l'Autorité européenne de sécurité des aliments (AESA). Selon Patrick Edder, l'AESA ne peut pas donner de dose journalière admissible par manque de données suffisantes.
Le chercheur suisse souligne qu'une seule étude sérieuse a été menée sur l'éthoxyquine, par une chercheuse norvégienne. Le journaliste Nicolas Daniel retrouve la trace de cette chercheuse. Celle-ci a soutenu sa thèse à Bergen au NIFES (Nasjonalt Institutt fo Ernærings og Sjomatforskning, National Institute of Nutrition and Seafood Research) et a découvert que personne, pas même le fabricant Monsanto, n'avait la moindre idée des effets de l'éthoxyquine sur la santé humaine. Après des années de recherche, la chercheuse a montré que l'éthoxyquine pouvait traverser la barrière hémato-encéphalique, mais elle n'a pas pu publier ses résultats : Hors caméra, elle avoue avoir subi des pressions et des tentatives de falsification de ses résultats.

### Accusations de pressions et de conflits d'intérêts
Cette chercheuse n'est pas la première à avoir subi des pressions. En 2006, une autre chercheuse du NIFES, Claudette Bethune, avait montré que le saumon norvégien contenait trop de cadmium. Elle avait plus tard dénoncé dans un journal norvégien les pressions et les falsifications de la part de sa hiérarchie et du ministère de la pêche : « Nous ne pouvons publier que les résultats qui sont favorables à l'industrie de la pêche norvégienne. Officiellement je suis partie de mon plein gré, mais en réalité j'ai été licenciée ».
En 2010, des crédits de recherche sur l'éthoxyquine ont été coupés par le Ministère norvégien de la pêche et, selon Kurt Oddekalv (le militant de l'association « Green Warriors of Norway » cité plus haut), cette décision pourrait avoir été prise sous la pression de la ministre de la pêche Lisbeth Berg-Hansen. Selon lui, elle dirige directement tous les organismes de contrôle sanitaire et aussi tous les instituts de recherche, comme le NIFES. Elle oblige les instituts à abaisser les normes pour que les poissons toxiques puissent continuer à se vendre. Oddekalv affirme que « cette ministre est vraiment totalement corrompue ».
Contactée par le journaliste Nicolas Daniel, la ministre Berg-Hansen prétend ne rien savoir au sujet de l'éthoxyquine alors que son CV révèle qu'elle a été consultante pendant quatre ans pour le leader mondial de la croquette pour poisson, de 1988 à 1992. Elle a depuis occupé des dizaines de postes dans l'industrie du saumon dont elle a même dirigé l'un des principaux lobbys, la Norwegian Seafood Federation (FHL).
Kurt Oddekalv lance une dernière accusation : « Cette femme possède 8 % d'une grosse saumonerie, et son directeur de cabinet 20 % d'une autre ferme ! Moi j'appelle ça de la corruption ».

## Déchets de poisson, fraudes et sécurité sanitaire
L'avant-dernière séquence du documentaire montre la récupération des déchets de poisson par l'industrie agro-alimentaire.
Les peaux de poissons servent à fabriquer des produits cosmétiques tandis que les têtes et les chairs accrochées aux arêtes sont transformées en une pulpe utilisée dans des plats cuisinés ou dans la nourriture pour chiens et chats.
Cette pulpe est beaucoup moins chère que du filet de poisson et est donc très appréciée des industriels du secteur agro-alimentaire.
L'équipe de Nicolas Daniel suit les services français de la répression des fraudes en tournée d'inspection. Ils prélèvent des échantillons de pulpe de chair de morue congelée afin de procéder à des analyses d'ADN. Ces analyses révèlent, à côté de la morue du Pacifique, la présence de colin d'Alaska. Cette anomalie peut être d'origine accidentelle mais pourrait aussi être une fraude, le colin étant moins cher que la morue.
Dans la pulpe, les substitutions d'espèces sont plus faciles, ce qui pose un problème de traçabilité : toute la filière poisson peut être concernée par des problèmes de sécurité sanitaire.

## Conclusion

### Évolution de l'opinion des professionnels de la santé
Vu ces nombreux problèmes, certains professionnels de la santé changent totalement de discours sur le poisson.
Jean-Loup Mouysset, oncologue, recommande de limiter la consommation de gros poissons (thon et de saumon) à une ou deux fois par mois et de privilégier la consommation de petits poissons riches en oméga-3.
Il souligne la présence dans le poisson de pesticides, de mercure, de composés radio-actifs (dans le cas du poisson de Finlande à cause de Tchernobyl), de métaux lourds, de PCB, de dioxines...
Selon lui, le message doit être différent maintenant parce que les choses ont changé.

### Évolution des recommandations des autorités sanitaires
Pendant trente ans, les autorités sanitaires françaises ont encouragé la consommation de poisson mais, durant l'été 2013, elles ont revu leurs recommandations à la baisse : pas plus de deux portions de poisson par semaine.
En studio, après la diffusion du documentaire le 7 novembre 2013 sur les ondes de France 2, Nicolas Daniel précise que le seuil au-delà duquel les risques dépassent les bénéfices, c'est deux fois par semaine sauf pour les poissons gras, qui accumulent les produits chimiques et pour lesquels l'Agence nationale de sécurité sanitaire de l'alimentation, de l'environnement et du travail (Anses) recommande de ne pas dépasser une fois par semaine. Pour les catégories à risque (femmes enceintes, enfants de moins de trois ans et personnes âgées), certains poissons ne doivent pas être consommés plus d'une fois tous les deux mois.

### Frankenfish
Nicolas Daniel révèle enfin sur le plateau de France 2 qu'une entreprise américaine a mis au point un saumon génétiquement modifié qui est quatre fois plus gros qu'un saumon sauvage et qui grandit onze fois plus vite, grâce à l'ajout d'un gêne qui lui fait sécréter une hormone de croissance.
La Food and Drugs Administration (l'agence américaine chargée de la sécurité alimentaire) a remis un avis positif pour la mise sur le marché de ce produit, qui a reçu de ses détracteurs le surnom de « Frankenfish », en référence à Frankenstein.

## Réaction du lobby norvégien de la pêche
Le reportage n'a pas plu au lobby appelé « Centre des produits de la mer de Norvège » (CPMN), un centre créé par le ministère norvégien de la pêche et financé par le secteur de la pêche et de l'aquaculture.
En réaction à l'émission, le CPMN a diffusé un communiqué dans lequel il affirme qu'il n'y a pas de problème de santé publique :
« Des résultats récents informent que le saumon norvégien est parfaitement sûr et sain. ». Selon ce lobby norvégien « l'élevage de saumon est une activité transparente, réglementée et contrôlée. ».
Le CPMN reconnaît que « le diflubenzuron est parfois utilisé » mais souligne que « les statistiques de 2012 montrent que l'utilisation de diflubenzuron est rare, et que les autres moyens de maîtriser les poux de mer sont utilisés en préférence : la méthode de traitement la plus utilisée consiste à introduire un poisson nettoyeur (dit vieille commune) dans les bassins. Les poissons nettoyeurs mangent les poux présents sur la peau du saumon. ».